# 泉亭静枝
泉亭 静枝（いずみてい しずえ、弘化3年5月1日（1846年5月25日） - 大正3年（1914年）12月15日）は、久邇宮朝彦親王の女房。泉亭俊益の次女。泉萬喜子の姉。賀陽宮邦憲王の生母。香淳皇后の大伯母。墓は京都府内の久邇宮家墓地にある。

## 子女
- 第1王女：智當宮（1864年 - 1866年）
- 第1王子：武智宮（1865年 - 1865年）
- 第2王子：賀陽宮邦憲王（1867年 - 1909年） - 初代賀陽宮
- 第5王子：多嘉王（1875年 - 1937年）
- 第6王子：暢王（1877年 - 1878年）